# ふじみ野市立図書館

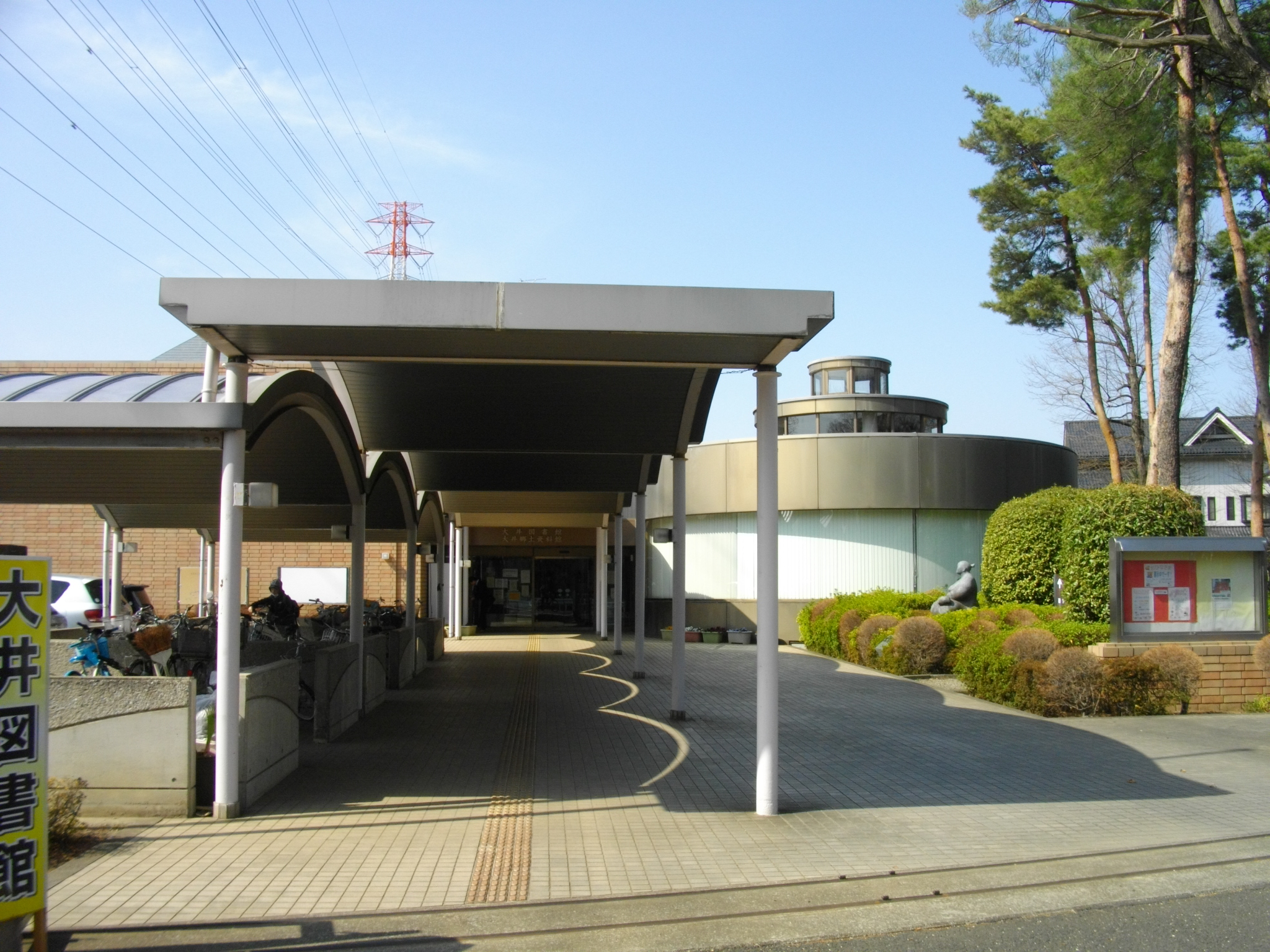
大井図書館

ふじみ野市立図書館（ふじみのしりつとしょかん）は、埼玉県ふじみ野市の公立図書館。

## 概要
上福岡図書館、大井図書館、上福岡西公民館図書室が設置されている。

## 沿革
- 1978年（昭和53年）6月 - 上福岡市時代に上野台団地に旧上福岡市立図書館を設置[1]。
- 1985年（昭和60年）9月 - 旧保健予防センター跡地に移転。
- 1988年（昭和63年） - 大井町立図書館が開館。
- 2005年（平成17年）10月 - 上福岡市と大井町が合併しふじみ野市が誕生。両図書館も統合し、ふじみ野市立図書館に改称。

## 休館日
- 毎週月曜日・年末年始